# Janez Zemljarič
Janez Zemljarič (n. 30 decembrie 1928, Bukovci, Markovci, Slovenia – d. 30 decembrie 2022, Ljubljana, Slovenia) a fost un politician sloven care a fost președinte al Consiliului Executiv al Republicii Socialiste Slovenia din iulie 1980 până în 23 mai 1984.
Zemljarič s-a născut la Bukovci și a fost membru al Ligii Comuniștilor din Slovenia. El a fost precedat de Anton Vratuša și urmat de Dušan Šinigoj.